# Charge de morbidité
La charge de morbidité est un indicateur utilisé par l'Organisation mondiale de la santé (OMS) évaluant l'impact des problèmes de santé en quantifiant la perte de vie en pleine santé d'une population donnée.

## Indicateurs utilisés
Elle utilise le facteur de pondération QUALY (années de vie ajustées sur la qualité) permettant d'évaluer une espérance de vie corrigée de l'incapacité (EVCI) et le nombre d'années de vie corrigées de l'incapacité (AVCI).
- Le QALY permet d'évaluer une année de vie avec une valeur de 0 (décès) à 1 (vie sans pathologie). Les valeurs intermédiaires permettent de quantifier l'impact d'une année de vie avec une pathologie ou un handicap.
- L'AVCI est la somme des années vécues avec un handicap pondérées par le facteur de qualité de vie et du nombre d'années perdues par décès par rapport à l'espérance de vie.

AVCI = AVH x QALY + AVP
AVH : années vécues avec un handicap
AVP : années de vie perdues par rapport à l'espérance de vie.
L'AVCI d'une population donnée, c'est la somme des AVCI de chaque individu que l'on raméne à l'AVCI moyen par habitant.
Une population en parfaite santé a donc un AVCI de 0 (aucune perte de vie due à la maladie).
- L'EVCI est l'espérance de vie moins le nombre d'années « perdues » à cause de la maladie, du handicap ou d'une mort précoce (AVCI).

## Histoire
La première étude sur la "charge de morbidité" mondiale a été menée en 1990. Elle a quantifié les effets sur la santé de plus de 100 maladies et traumatismes dans huit régions du monde, donnant des estimations de la morbidité et de la mortalité par âge, sexe et région. Elle a également initié l'AVCI comme une nouvelle métrique pour quantifier la charge de morbidité, des blessures et des facteurs de risque,,.
De 2000 à 2002, l'étude de 1990 a été actualisée pour inclure une analyse plus approfondie pour ajouter "une évaluation comparative des facteurs de risque" en précisant :
- La charge de morbidité environnementale définie comme les années de vie corrigées de l'incapacité (AVCI) pouvant être attribuées à des facteurs environnementaux[4],[5].
- La charge de morbidité liée au travail définie comme les  années de vie corrigées de l'incapacité (AVCI) pouvant être attribuées à des facteurs de risque professionnels[6].

Ces mesures permettent de comparer les charges de morbidité et peuvent être utilisées pour prévoir les effets possibles des interventions sanitaires.
L'OMS a fourni un ensemble de directives détaillées pour mesurer la charge de morbidité au niveau local ou national.
En 2007, l'organisation a publié la première analyse pays par pays de l'impact des facteurs environnementaux sur la santé de 192 États membres de l'époque. Ces estimations par pays constituent la première étape pour aider les gouvernements à mener des actions préventives.
Une nouvelle initiative de l'Organisation des Nations unies (ONU), utilisant les estimations conjointes de l'OMS et de l'Organisation internationale du travail (OIT) de la charge de morbidité et des traumatisme liés au travail, publie ces estimations pour la première fois en 2020.

### Premiers constats
En 2004, la dépression unipolaire était le problème de santé qui conduisait aux plus grand nombre d'AVH pour les hommes et les femmes. En 2010, c'était la lombalgie.
En 2014, les AVCI par habitant étaient « 40 % plus élevés dans les régions à faible revenu et à revenu intermédiaire ».
Selon un article publié dans The Lancet en novembre 2014, les troubles chez les personnes âgées de 60 ans et plus représentent « 23% de la charge mondiale totale de morbidité» et les principaux contributeurs à la charge de morbidité dans ce groupe étaient « les maladies cardiovasculaires (30,3 %), les néoplasmes malins 15,1 %), les maladies respiratoires chroniques (9,5 %), les maladies musculo-squelettiques (7,5 %) et les troubles neurologiques et mentaux (6,6 %) ».
Selon un autre article publié dans The Lancet en juin 2015, la lombalgie et le trouble dépressif majeur figuraient parmi les dix principales causes de perte avant le diabète, la bronchopneumopathie chronique obstructive et l'asthme combinés. L'étude basée sur des données de 188 pays est considérée comme l'analyse la plus vaste et la plus détaillée pour quantifier les niveaux, les schémas et les tendances en matière de mauvaise santé et d'incapacité. Elle a conclu que « le nombre d'années vécues avec un handicap (AVH) était passé de 21,1 % en 1990 à 31,2 % en 2013 » .

## Mise en œuvre

### Estimation
L'OMS a mis au point une méthodologie pour quantifier la santé d'une population à l'aide de mesures récapitulatives, qui combinent des informations sur la mortalité et des résultats de santé non mortels. Les mesures quantifient soit les lacunes en matière de santé, soit les attentes en matière de santé. La mesure récapitulative de santé la plus couramment utilisée est l'AVCI,,.
L'approche basée sur la mesure des niveaux d'exposition aux polluants est utilisée pour calculer la charge de morbidité environnementale. Cette approche nécessite la connaissance des résultats associés aux facteurs de risque pertinents : leur niveau d'exposition et de distribution dans la population étudiée, ainsi que les relations dose-réponse des polluants.
Une relation dose-réponse est fonction du paramètre d'exposition évalué pour la population étudiée. La distribution de l'exposition et les relations dose-réponse sont combinées pour donner la distribution de l'impact sur la santé de la population étudiée, généralement exprimée en termes d'incidence.
La distribution de l'impact sur la santé peut ensuite être convertie en mesures récapitulatives sur la santé, comme les AVCI.
Les relations exposition-réponse pour un facteur de risque donné sont généralement obtenues à partir d'études épidémiologiques.
Par exemple, la charge de morbidité de la pollution de l'air extérieur à Santiago (Chili), a été calculée en mesurant la concentration de particules fines atmosphériques (PM10), en estimant la population sensible et en combinant ces données avec les relations dose-réponse pertinentes. Cette méthode a permis de constater qu'une réduction des niveaux de particules dans l'air aux normes recommandées entraînerait une réduction d'environ 5 200 décès, de 4 700 admissions dans les hôpitaux pour cause respiratoire et de 13 500 000 jours d'activité restreinte par an, pour une population totale de 4,7 millions d'habitants.
En 2002, l'OMS a estimé la charge de morbidité environnementale mondiale de la maladie en utilisant les données d'évaluation des risques pour développer la fraction attribuable à l'environnement de la mortalité et de la morbidité pour 85 catégories de maladies,,.
Dans l'étude de l'OMS de 2007, les estimations par pays ont été divisées en trois parties :
- Charge de morbidité environnementale pour certains facteurs de risque

Les résultats sont calculés en utilisant l'approche basée sur l'exposition.
Ceci présente la charge annuelle, exprimée en décès et en AVCI, attribuable à :
* la pollution de l'air intérieur due à l'utilisation de combustibles solides
* la pollution de l'air extérieur
* l'eau
* les assainissements insalubres
* l'hygiène.
- Charge de morbidité environnementale totale pour le pays concernés
  - Le nombre total de décès
  - l'AVCI par habitant
  - le pourcentage de la charge de morbidité nationale imputable à l'environnement qui pourrait être évitée en modifiant l'environnement dans son ensemble.
- Charge de morbidité environnementale par catégorie de maladie

Chaque résumé de pays a été ventilé par groupe de maladies, où le nombre annuel d'AVCI par habitant attribuables à des facteurs environnementaux a été calculé pour chaque groupe.

### Interprétation
Les impacts sur la santé publique de la pollution atmosphérique (moyennes annuelles de PM10 et d'ozone), de la pollution sonore et des rayonnements (radon et UV) peuvent être quantifiés à l'aide des AVCI.
Pour chaque maladie, une AVCI est calculée comme suit :
- AVCI = nombre de personnes atteintes de la maladie × durée de la maladie (ou perte d'espérance de vie en cas de mortalité) × gravité (variant de 0 pour une santé parfaite à 1 pour la mort)

Les données nécessaires pour ces évaluations sont :
- les données de prévalence
- les relations exposition-réponse
- les facteurs de pondération qui donnent une indication de la gravité de certaines pathologies.

Lorsque les informations sont manquantes ou vagues, des experts seront consultés afin de décider des sources de données alternatives à utiliser. Une analyse d'incertitude est effectuée afin d'analyser les effets de différentes hypothèses,,.

### Incertitude
Lors de l'estimation de la charge de morbidité environnementale, un certain nombre d'erreurs peuvent survenir
- dans la mesure de l'exposition et de la relation exposition-risque
- dans les hypothèses formulées lors de l'application de la relation exposition ou exposition-risque au pays concerné
- dans les statistiques sanitaires
- dans les avis d'experts.

En général, il n'est pas possible d'estimer un intervalle de confiance formel, mais il est possible d'estimer une gamme de valeurs possibles que la charge de morbidité environnementale peut prendre en fonction des différents paramètres d'entrée et des hypothèses,. Lorsque plusieurs définitions doivent être faites sur certains éléments de l'évaluation, plusieurs analyses peuvent être exécutées, en utilisant différents ensembles de définitions. Les analyses de sensibilité et de décision peuvent aider à déterminer quelles sources d'incertitude affectent le plus les résultats finaux.

## Les facteurs de risque modifiables
En 2006, l'OMS a publié un rapport traitant de l'ampleur des maladies mondiales qui pourraient être évitées en réduisant les facteurs de risque environnementaux.
Le rapport a constaté :
- Qu'un quart de la charge mondiale de morbidité et plus d'un tiers de la charge de morbidité chez les enfants était due à des facteurs environnementaux modifiables.
- Que la charge de morbidité d'origine environnementale est beaucoup plus élevée dans les pays en développement sauf pour certaines maladies non transmissibles, telles que les maladies cardiovasculaires et les cancers, pour lesquelles la charge de morbidité par habitant est plus importante dans les pays développés.
- Que les enfants sont les premières victimes, avec plus de 4 millions de décès dus à l'environnement chaque année, principalement dans pays en développement.
- Que le taux de mortalité infantile attribué à des causes environnementales est également 12 fois plus élevé dans les pays en développement.
- Que 85 des 102 principales maladies et blessures classées par l'OMS étaient dues à des facteurs environnementaux.

Pour mesurer l'impact de l'environnement sur la santé, l'environnement a été défini comme « tous les facteurs physiques, chimiques et biologiques externes à une personne et tous les comportements associés ».
La définition de l'environnement modifiable comprenait :
- La pollution de l'air, du sol et de l'eau par des produits chimiques ou des agents biologiques
- Les rayonnements ultraviolets et ionisants
- Le bruit et les champs électromagnétiques
- L'habitat
- Les méthodes agricoles et les systèmes d'irrigation
- Le changement climatique d'origine humaine et la dégradation des écosystèmes
- Les risques professionnels
- Les comportements individuels et la contamination des aliments en raison de l'insalubrité[19],[13].

Les facteurs environnementaux ont été exclus et considérés comme non modifiable :
- Les fumées intérieures provenant de l'utilisation de combustibles solides
- Le plomb
- Le mercure[20],
- Le changement climatique naturel (par opposition au changement climatique causé par l'homme)
- Les particules ou cancérogènes en suspension dans l'air au travail
- La pollution de l'air extérieur
- Les problèmes d'assainissement et d'hygiène
- Le tabagisme passif
- Le rayonnement ultraviolet solaire.

## Statistiques

### Résultats de l'étude de 2004
En 2004, l'Organisation mondiale de la santé a calculé que 1,5 milliard AVCI étaient perdues à cause de maladies et de blessures,.

Charge de morbidité des maladies infectieuses, dans le monde en 2004, mesuré en années de vie corrigées de l'incapacité (AVCI).
Charge de morbidité des maladies non transmissibles, dans le monde en 2004, mesuré en années de vie corrigées de l'incapacité (AVCI).

| Catégorie de maladie | Toutes les AVP, dans le monde % | Toutes les AVCI, dans le monde % | Toutes les AVP, Europe % | Toutes les AVCI, Europe % | Toutes les AVP, États-Unis et Canada % | Toutes les AVCI, États-Unis et Canada % |
| --- | ------------------------------- | -------------------------------- | ------------------------ | ------------------------- | -------------------------------------- | --------------------------------------- |
| Maladies infectieuses et parasitaires, en particulier les infections des voies respiratoires inférieures, la diarrhée, le sida, la tuberculose et le paludisme | 37                              | 26                               | 9                        | 6                         | 5                                      | 3                                       |
| Troubles neuropsychiatriques | 2                               | 13                               | 3                        | 19                        | 5                                      | 28                                      |
| Blessures, dont les accidents de la route | 14                              | 12                               | 18                       | 13                        | 18                                     | 10                                      |
| Maladies cardiovasculaires, principalement les crises cardiaques et les accidents vasculaires cérébraux                                                        | 14                              | 10                               | 35                       | 23                        | 26                                     | 14                                      |
| Naissances prématurées et mortalité infantile | 11                              | 8                                | 4                        | 2                         | 3                                      | 2                                       |
| Cancer | 8                               | 5                                | 19                       | 11                        | 25                                     | 13                                      |

### Exemples représentatifs

#### Pays-Bas
Aux Pays-Bas, la pollution de l'air est associée à des maladies respiratoires et cardiovasculaires, et l'exposition à certaines formes de rayonnement peut conduire au développement d'un cancer. La quantification de l'impact de l'environnement sur la santé a été effectuée en calculant les AVCI pour la pollution de l'air, le bruit, le radon, les UV et l'humidité intérieure pour la période 1980-2020. Aux Pays-Bas, 2 à 5 % de la charge totale de morbidité en 2000 pourraient être attribués aux effets d'une exposition (à court terme) à la pollution de l'air, au bruit, au radon, aux rayons UV naturels et à l'humidité dans les maisons. Le pourcentage peut augmenter jusqu'à 13 % en raison de l'incertitude, en supposant qu'il n'y a pas de seuil.
Parmi les facteurs étudiés, l'exposition à long terme aux particules fines (PM10) a le plus grand impact sur la santé publique. À mesure que les niveaux de PM10 diminuent, la charge de morbidité connexe devrait également diminuer.
L'exposition au bruit et la charge de morbidité associée est susceptible d'atteindre une charge de morbidité équivalente à celle des accidents de la route.
Les estimations approximatives ne donnent pas une image complète de la charge de morbidité environnementale car les données sont incertaines. Il existe des relations environnement-santé encore inconnues. Certains facteurs environnementaux n'ont pas été inclus et il n'a pas été possible d'évaluer tous les effets potentiels sur la santé. Les effets d'un certain nombre de ces hypothèses ont été évalués dans une analyse d'incertitude.

#### Canada
L'exposition à des dangers environnementaux peut causer des maladies chroniques, de sorte que l'ampleur de leur contribution à la charge de morbidité au Canada n'est pas bien comprise. Afin de donner une première estimation de la charge de morbidité pour quatre grandes catégories de maladies, une étude a été réalisée en utilisant les fractions imputables à l'environnement (EAF) élaboré par l'OMS complétées par celles élaborés par d'autres chercheurs et les données des établissements de santé publique canadiens. Les résultats ont montré un total de 10 000 à 25 000 décès, avec 78 000 à 194 000 hospitalisations, 600 000 à 1,5 million de jours d'hospitalisation, 1,1 à 1,8 million de jours d'activité restreinte pour les personnes souffrant d'asthme, 8 000 à 24 000 nouveaux cas de cancer ; 500 à 2 500 bébés de faible poids à la naissance, et 3,6 à 9,1 milliards de dollars canadiens en coûts chaque année en raison des maladies respiratoires, des maladies cardiovasculaires, du cancer et des affections congénitales associées à des expositions environnementales défavorables.

## Critique
Il n'existe pas de consensus sur les meilleures mesures de la santé publique. Cela n'est pas surprenant car les mesures sont utilisées pour accomplir diverses fonctions (par exemple, évaluation de la santé de la population, évaluation de l'efficacité des interventions, formulation de politiques de santé et projection des besoins futurs en ressources). Le choix des mesures peut également dépendre des valeurs individuelles et sociétales. Les mesures qui ne tiennent compte que des décès prématurés omettent la difficulté de vivre avec une maladie ou un handicap, et les mesures qui combinent les deux en une seule mesure (l'AVCI) doivent porter un jugement sur l'importance de ces mesures les unes par rapport aux autres. D'autres paramètres tels que les coûts économiques ne saisiront pas la douleur et la souffrance ou d'autres aspects plus larges de la charge de morbidité.
Les AVCI sont une simplification d'une réalité complexe et ne donnent donc qu'une indication grossière de l'impact de l'environnement sur la santé. Le fait de compter sur les AVCI peut amener les donateurs à adopter une approche étroite des programmes de soins de santé. L'aide étrangère est le plus souvent dirigée vers les maladies ayant les AVCI les plus élevées, ignorant le fait que d'autres maladies, bien qu'elles aient des AVCI plus faibles, sont toujours des contributeurs majeurs à la charge de morbidité. La lutte contre des maladies moins médiatisées a donc peu voire pas de financement. Par exemple, la mortalité maternelle (l'une des trois principales causes de mortalité dans la plupart des pays pauvres) et les infections respiratoires et intestinales pédiatriques maintiennent une charge de morbidité élevée, et pourtant les grossesses sans risque et la prévention de la toux chez les nourrissons ne reçoivent pas un financement adéquat.